# STS-135
STS-135 var en flygning i USA:s rymdfärjeprogram. Flygningen gick till Internationella rymdstationen ISS och utfördes med rymdfärjan  Atlantis. Uppskjutningen skedde 8 juli 2011. Detta var den sista flygningen i rymdfärjeprogrammet samt Atlantis sista flygning.
NASA offentliggjorde den 14 september 2010 besättningen för uppdraget.

## Aktiviteter
Endast en rymdpromenad utfördes av besättningen ombord på ISS.

### Innan uppskjutning

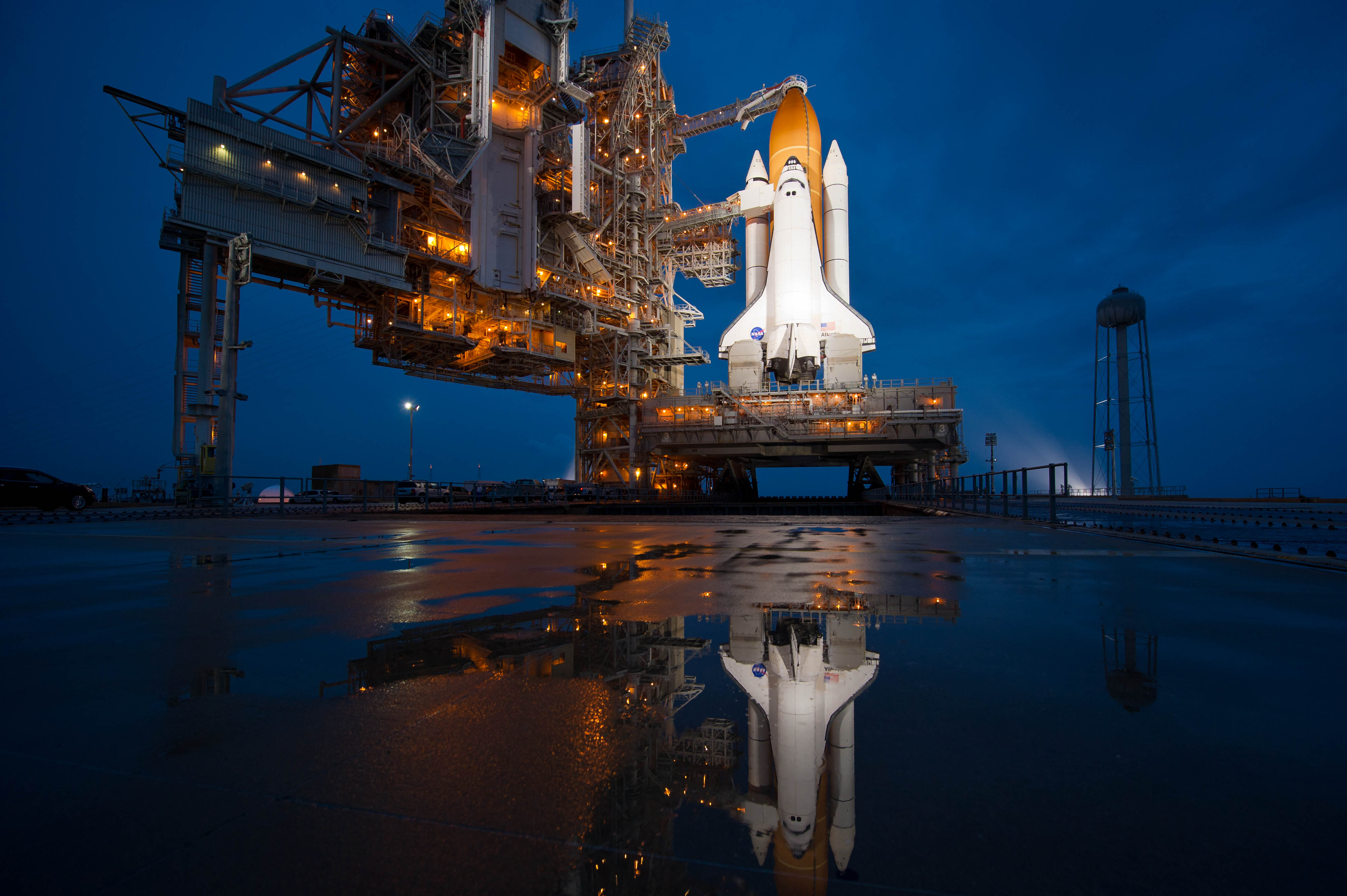
Rymdfärjan Atlantis innan uppskjutningen.

Den 17 maj 2011 rullade Atlantis över från sin hangar till Vehicle Assembly Building, VAB, för sista gången. Under resans gång gjordes flera stopp så personal och andra intresserade kunde ta bilder av den sista överflyttningen till VAB av en rymdfärja. När Atlantis sedan var framme i VAB monterades skytteln på den externa bränsletank som då redan kopplats ihop med de två fastbränsleraketerna.
Den 1 juni 2011 rullade Atlantis ut från VAB till startplatta 39A. Detta var sista gången en rymdfärja rullade ut till startplattan från VAB.

## Besättning
- Christopher Ferguson befälhavare. Tidigare rymdfärder STS-115, STS-126
- Doug Hurley pilot. Tidigare rymdfärder STS-127
- Sandra Magnus uppdragsspecialist. Tidigare rymdfärder STS-112, Expedition 18
- Rex J. Walheim uppdragsspecialist. Tidigare rymdfärder STS-110, STS-122

## Väckningar
Under Geminiprogrammet började NASA spela musik för besättningar och sedan Apollo 15 har man varje "morgon" väckt besättningen med ett särskilt musikstycke, särskilt utvalt antingen för en enskild astronaut eller för de förhållanden som råder.
Under flygningen spelade man även upp en hälsning från artisten eller från anställda vi olika NASA-center.
| Dag | Låt                                    | Artist/Kompositör        | Hälsning från                              | Spelad för                                          | Länk    |
| --- | -------------------------------------- | ------------------------ | ------------------------------------------ | --------------------------------------------------- | ------- |
| 2   | "Viva la Vida"                         | Coldplay                 | Anställda vid Marshall Space Flight Center | Doug Hurley                                         | MP3 WAV |
| 3   | "Mr. Blue Sky"                         | Electric Light Orchestra |                                            | Christopher Ferguson                                | MP3 WAV |
| 4   | "Tubthumping"                          | Chumbawamba              |                                            | Sandra Magnus                                       | MP3 WAV |
| 5   | "More"                                 | Matthew West             |                                            | Rex Walheim                                         | MP3 WAV |
| 6   | "Rocket Man"                           | Elton John               | Elton John                                 | hela besättningen                                   | MP3 WAV |
| 7   | "Man on the Moon" (A cappella version) | Michael Stipe            | Michael Stipe                              | hela besättningen                                   | MP3 WAV |
| 8   | "Good Day Sunshine"                    | The Beatles              | Paul McCartney                             | hela besättningen                                   |         |
| 9   | "Run the World (Girls)"                | Beyoncé Knowles          | Beyoncé Knowles                            | Sandra Magnus                                       |         |
| 10  | "Celebration"                          | Kool & the Gang          | Anställda vid Stennis Space Center         | Sandra Magnus                                       | WAV     |
| 11  | "Days Go By"                           | Keith Urban              | Anställda vid Johnson Space Center         | Rex Walheim                                         |         |
| 12  | "Don't Panic"                          | Coldplay                 |                                            | Doug Hurley                                         |         |
| 13  | "Fanfare for the Common Man"           | Aaron Copland            | Anställda vid Kennedy Space Center         | Christopher Ferguson                                |         |
| 14  | "God Bless America"                    | Kate Smith               | Shannon Lucid                              | För alla som varit inblandade i Rymdfärjeprogrammet |         |